# Deto armata
Deto armata är en kräftdjursart som beskrevs av Gustav Budde-Lund 1906. Deto armata ingår i släktet Deto och familjen Detonidae. Inga underarter finns listade i Catalogue of Life.